# Số nguyên tố sinh đôi
Trong lý thuyết số học, hai số nguyên tố p và q được gọi là cặp số nguyên tố sinh đôi nếu p-q=2. Hai số nguyên tố sinh đôi là một cặp số nguyên tố chỉ cách nhau bởi đúng một số khác trên trục số tự nhiên, dễ hiểu hơn là hai số nguyên tố lẻ liên tiếp nhau sẽ là số nguyên tố sinh đôi. Ví dụ: Các cặp số nguyên tố sau là cặp số nguyên tố sinh đôi:(3, 5), (5, 7), (11,13), (17,19)...
Trong trường hợp tổng quát, với số nguyên k cho trước, cặp số nguyên tố p và q gọi là sinh đôi nếu p - q = k. Ví dụ với k = 4 thì (3,7) là 1 cặp số nguyên tố sinh đôi tổng quát.
Tồn tại giả thuyết các cặp số nguyên tố sinh đôi là nhiều vô hạn. Hiện nay nó vẫn là một bài toán mở trong toán học. Dễ dàng thấy rằng với số k cho trước, việc xác định số lượng cặp nguyên tố sinh đôi trong tập số tự nhiên là bài toán phức tạp không kém việc xác định số lượng cặp sinh đôi theo định nghĩa thông thường.
Cặp số nguyên tố sinh đôi lớn hơn 5 bất kì có dạng (6k-1; 6k+1) với k là số nguyên dương. Chứng minh: 
Gọi số nguyên tố đó là p; q
Theo bài ra ta có: p = q + 2 (p; q là số nguyên tố; p > 7; q > 5)
Xét p chia cho 6 ta có:
Nếu p chia hết cho 6 suy ra p không là số nguyên tố (Mâu thuẫn)
Nếu p chia 6 dư 2 hoặc dư 4 ta có p chia hết cho 2 mà p > 2 do đó p không là số nguyên tố (Mâu thuẫn)
Nếu p chia 6 dư 3 ta có p chia hết cho 3 mà p là sô nguyên tố suy ra p = 3 (loại vì p > 7)
Nếu p chia 6 dư 5 ta có q + 2 chia 6 dư 5 suy ra q chia 6 dư 3 suy ra q chia hết cho 3 mà q là số nguyên số suy ra q = 3 (loại vì q > 5)
Do đó p chia 6 dư 1 ta đặt p = 6k + 1 với k là số nguyên dương suy ra q = 6k - 1 ta có (p; q) = (6k + 1; 6k - 1)

## Lịch sử hình thành
Tuy rất nhiều nhà toán học cho rằng giả thuyết này là đúng. Dù các số nguyên tố hiếm dần khi con số lớn lên, kinh nghiệm và trực giác của các nhà lý thuyết về số học cho thấy rằng các cặp số nguyên tố sinh đôi vẫn sẽ xuất hiện. Tuy nhiên, giả thuyết này chưa thực sự được chứng minh hay bác bỏ.
Vào mùa xuân năm 2013, nhà toán học Yitang Zhang của Đại học New Hampshire đã phát minh ra một kỹ thuật mới chứng minh được rằng có vô số cặp số nguyên tố mà ở giữa chúng không có nhiều hơn 70 triệu số khác.
Tuy đây vẫn là một con số khổng lồ, nhưng là lần đầu tiên một giới hạn hữu hạn về khoảng cách giữa các số nguyên tố từng được phát hiện, có thể coi là một bước đột phá trong quá trình chứng minh giả thuyết.
Sau đó tới mùa thu 2013, một nhóm các nhà toán học đã bổ sung thêm vào công trình của Zhang và đưa ra được các khoảng cách ngày một ngắn lại. Cuối cùng, họ chứng minh được rằng có vô số cặp số nguyên tố nhiều nhất chỉ có 246 số khác xen giữa.